# Waizendorf (Trebgast)

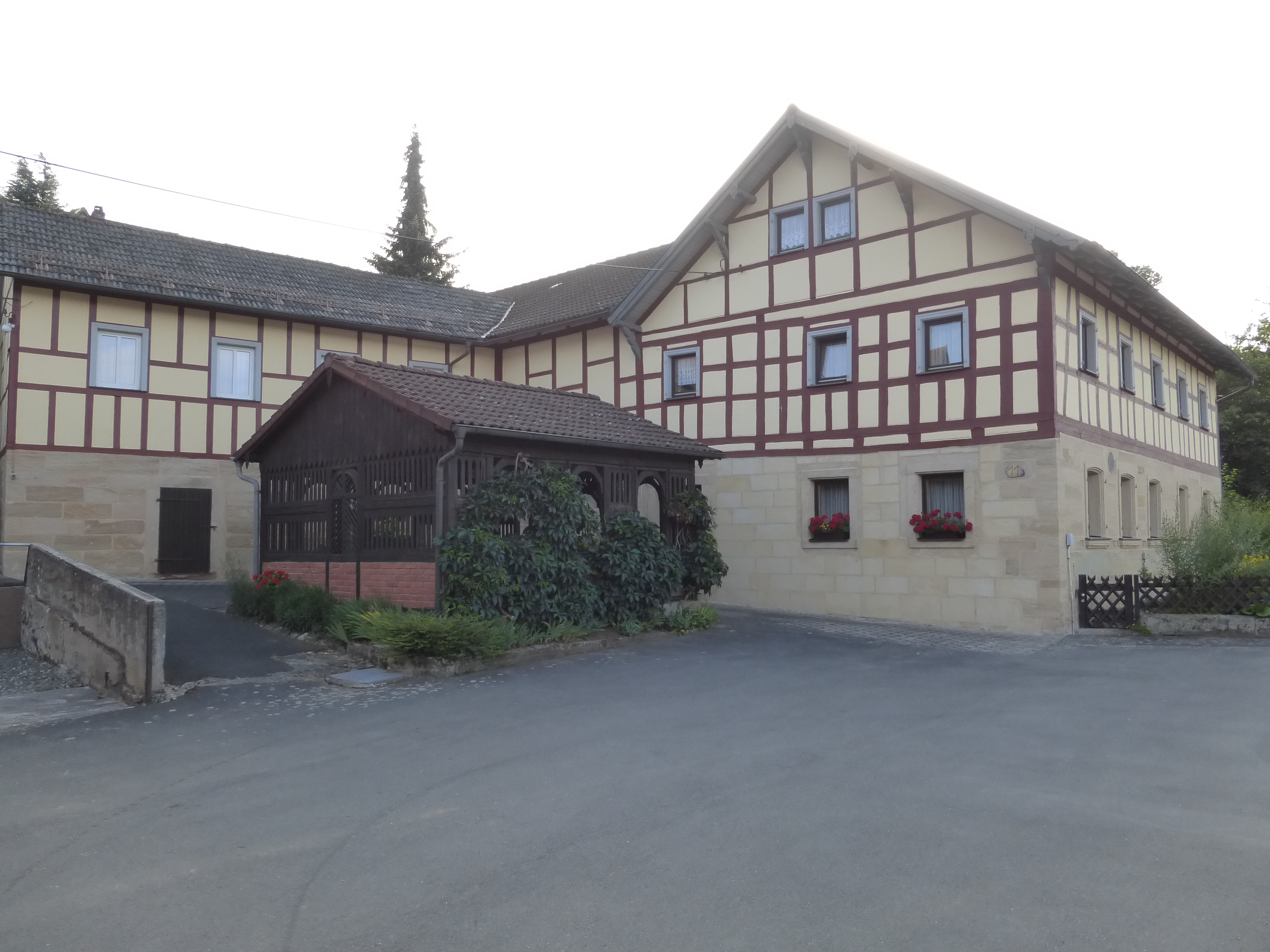
Haus Nr. 11: Wohnstallhaus

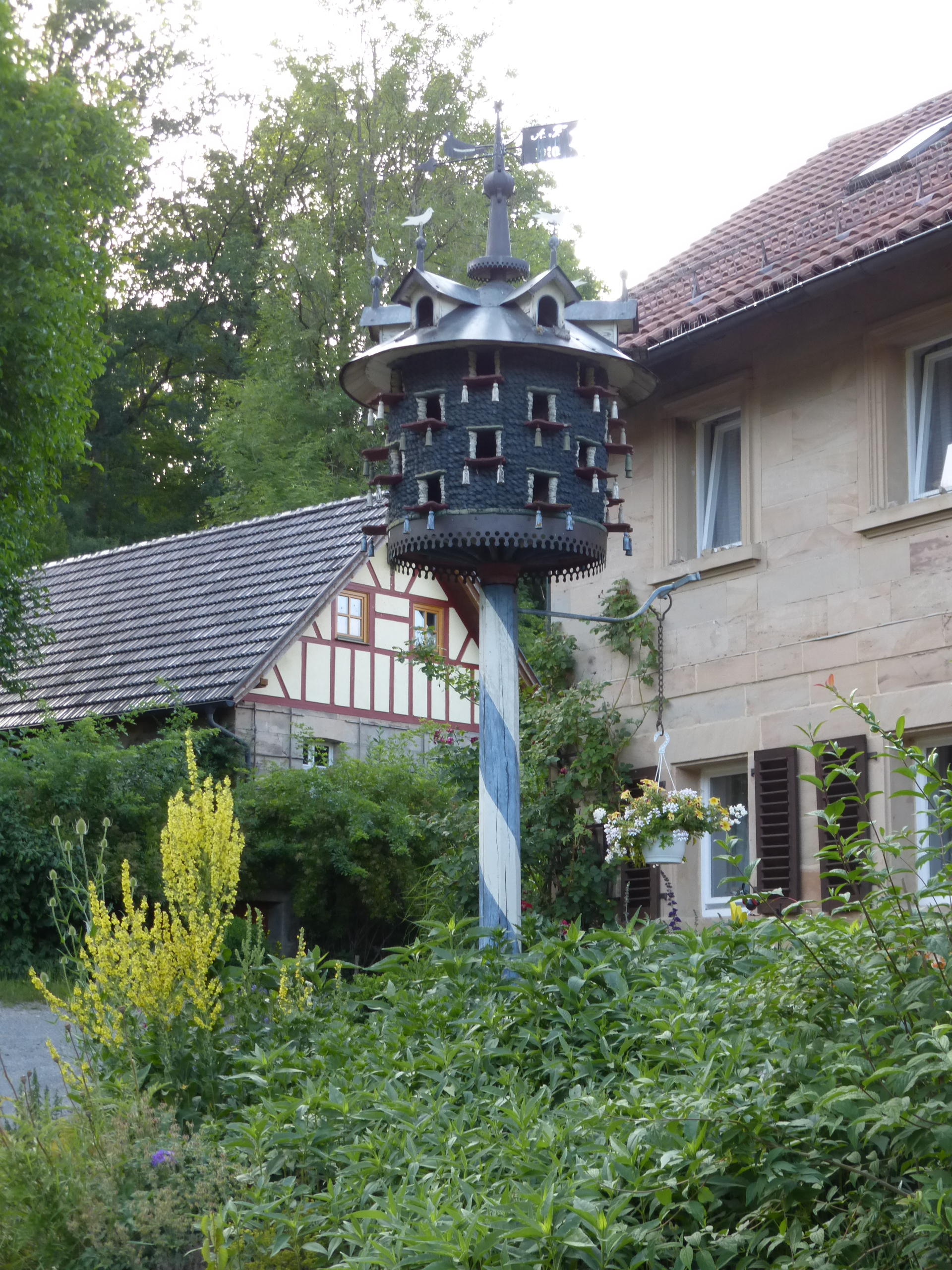
Taubenhaus

Waizendorf (oberfränkisch: Wadsn-doaf) ist ein Gemeindeteil der Gemeinde Trebgast im Landkreis Kulmbach (Oberfranken, Bayern). Waizendorf liegt in der Gemarkung Trebgast.

## Geographie
Das Dorf liegt am linken Ufer des Weißen Mains und an einem namenlosen linken Zufluss des Weißen Mains. Im Westen erhebt sich der Rangen, der zum Obermainischen Hügelland zählt. Die Staatsstraße 2182 führt nach Ködnitz (1,5 km nordwestlich) bzw. nach Trebgast (1,5 km südöstlich). Eine Gemeindeverbindungsstraße führt nach Feuln (0,6 km östlich).

## Geschichte
Der Ort wurde 1366 als „Watzendorf“ erstmals urkundlich erwähnt. Das Bestimmungswort ist Wazo, der Personenname des Siedlungsgründers. 1615 wurde der Ort erstmals „Waizendorf“ genannt, offensichtlich eine Umdeutung, da der Personenname Wazo nicht mehr geläufig war.
Gegen Ende des 18. Jahrhunderts bestand Waizendorf aus 13 Anwesen und 1 Gemeindehirtenhaus. Das Hochgericht übte das bayreuthische Stadtvogteiamt Kulmbach aus. Dieses hatte zugleich die Dorf- und Gemeindeherrschaft. Grundherren waren das Kastenamt Kulmbach (1 Mühle, 1 Hof, 2 Gütlein, 5 Söldengütlein), der Markgräfliche Lehenhof Bayreuth (1 Tropfgütlein) und das Stiftskastenamt Himmelkron (2 Höfe, 1 Sölde).
Von 1797 bis 1810 unterstand der Ort dem Justiz- und Kammeramt Kulmbach. Mit dem Gemeindeedikt wurde Waizendorf dem 1811 gebildeten Steuerdistrikt Trebgast und der 1812 gebildeten gleichnamigen Ruralgemeinde zugewiesen.

### Baudenkmäler
In der Bayerischen Denkmalliste sind 5 Baudenkmäler aufgeführt:
- Haus Nr. 6, 11: Wohnstallhäuser
- Haus Nr. 1: Vierseithof
- Taubenhaus zu Haus Nr. 16
- Brücke über den Weißen Main

### Einwohnerentwicklung
| Jahr      | 001809 | 001818 | 001861 | 001871 | 001885 | 001900 | 001925 | 001950 | 001961 | 001970 | 001987 |
| Einwohner | 87     | 104    | 126    | 116    | 112    | 122    | 98     | 124    | 99     | 71     | 52     |
| Häuser    |        | 18     |        |        | 22     | 21     | 20     | 19     | 21     |        | 20     |
| Quelle    | [ 11 ] | [ 8 ]  | [ 12 ] | [ 13 ] | [ 14 ] | [ 15 ] | [ 16 ] | [ 17 ] | [ 18 ] | [ 19 ] | [ 1 ]  |

## Religion
Waizendorf ist seit der Reformation evangelisch-lutherisch geprägt und nach St. Johannes (Trebgast) gepfarrt.